# فهد فيصل بودي
فهد فيصل بودي هو رجل أعمال كويتي، يشغل منصب رئيس مجلس الإدارة والمؤسس الشريك لمجموعة "غيتهاوس المالية" (Gatehouse Financial Group) وبنك "غيتهاوس" (Gatehouse Bank).

## التعليم
حصل فهد على درجة الماجستير في إدارة الأعمال (MBA) من جامعة لويولا ماريماونت في لوس أنجلوس، كما حصل على درجة البكالوريوس في الأعمال الدولية من جامعة سان دييغو.

## الخدمة العسكرية
عند غزو العراق للكويت عام 1990، كان فهد فهد في السابعة عشرة من عمره. انضم إلى القوات المسلحة الكويتية في المنفى، وخضع لتدريب عسكري أساسي. وبفضل إتقانه للغتين العربية والإنجليزية، عمل مترجمًا مع القوات العسكرية الأمريكية.
عين لاحقًا في الاستخبارات العسكرية ضمن الفيلق 18 المحمول جوًا، والذي كان يعمل على الحدود الشمالية للسعودية. وبعد تحرير الكويت على يد قوات التحالف بقيادة الولايات المتحدة، مُنح رتبة ضابط، وساهم في دعم وحدة العلاقات المدنية للجيش الأمريكي لتعزيز التعاون مع السكان الكويتيين. حصل فهد على وسام التقدير من الجيش الأمريكي تكريمًا لخدمته المتميزة خلال عملية عاصفة الصحراء وتحرير الكويت.

## المسيرة المهنية
بدأ فهد حياته المهنية كنائب مدير إدارة الشؤون الدولية في شركة "دار الأوراق المالية"، وهي شركة استثمارية مدرجة في سوق الكويت للأوراق المالية. تدرج في المناصب حتى أصبح نائب رئيس مجلس الإدارة والرئيس التنفيذي، وهو المنصب الذي شغله حتى يونيو 2023.
أسس خلال فترة عمله في دار الأوراق المالية شركة شريكة لها في الولايات المتحدة باسم "دار الأوراق المالية العالمية المحدودة" (Global Securities House Ltd)، حيث طوّر أدوات تصفية متوافقة مع الشريعة الإسلامية، وأدار محافظ استثمارية لمستثمرين من منطقة الخليج. في عام 2002، أسس فهد شركة "غيتهاوس كابيتال" (Gatehouse Capital KSCC)، وهي شركة استثمار كويتية، حيث قاد استثمارات استراتيجية في مجالات الإسكان الطلابي، وتأجير المساكن العائلية المفردة في الولايات المتحدة والمملكة المتحدة، بالإضافة إلى استثمارات تجاوزت 1.25 مليار دولار أمريكي في القطاع الصناعي الخفيف في الولايات المتحدة بالتعاون مع مجموعة "برينان للاستثمار". شغل فهد منصب رئيس مجلس إدارة الشركة من عام 2016 حتى يونيو 2023. في عام 2007، شارك في تأسيس بنك "غيتهاوس"، حيث قاد عملية إعادة هيكلته وتوجيهه نحو مجالات العقارات وإدارة الثروات في عام 2011، ثم تحويله لاحقًا إلى بنك رقمي منافس في عام 2017. في عهده، نجح البنك في زيادة رأس ماله المدفوع وجذب استثمارات من صندوق سيادي.
يُعتبر فهد من الشخصيات الرائدة في قطاع "البناء بغرض التأجير" (Build to Rent) في المملكة المتحدة. تحت قيادته، أطلق بنك غيتهاوس أول صندوق سكني خاص للتأجير (PRS) برأسمال قدره 100 مليون جنيه إسترليني، ما مهد الطريق لشراكات لاحقة مع شركة TPG Real Estate، وكذلك بين شركة "غيتهاوس لإدارة الاستثمار" التابعة للبنك ومجموعة "كارلايل". وفي عام 2021، باع البنك محفظة "ثيستل" السكنية المكوّنة من 918 وحدة سكنية، بقيمة تقارب 150 مليون جنيه إسترليني، في أكبر صفقة من نوعها آنذاك في المملكة المتحدة.

## الجوائز والتقديرات
- في أكتوبر 2011، اختار منتدى العقارات فهد ضمن أفضل 40 شخصية واعدة في مجال العقارات تحت سن الأربعين.
- حصل فهد على جائزة الأعمال في حفل توزيع جوائز أرابيان بيزنس لندن الأول عام 2019.[11]

## حياته الشخصية
فهد متزوج من الشيخة الزين صباح الناصر الصباح، سفيرة الكويت لدى الولايات المتحدة الأمريكية منذ مارس 2023، ولديهما ثلاثة أبناء.